# Artabotrys thomsonii
Artabotrys thomsonii Oliv. – gatunek rośliny z rodziny flaszowcowatych (Annonaceae Juss.). Występuje naturalnie w Kamerunie, Gabonie, Kongo oraz Demokratycznej Republice Konga. 

## Morfologia
PokrójZimozielony krzew o pnących pędach.
LiścieMają podłużnie eliptyczny kształt. Mierzą 10–15 cm długości oraz 6 cm szerokości. Nasada liścia jest zaokrąglona. Wierzchołek jest krótko spiczasty.
KwiatyZebrane w gęste kwiatostany. Rozwijają się w kątach pędów. Płatki mają lancetowaty kształt i żółtą barwę, osiągają do 15–17 mm długości.